# Liste des médaillés aux Jeux olympiques d'été de 1952
Cet article liste les athlètes ayant remporté une médaille aux Jeux olympiques d'été de 1952 à Helsinki en Finlande.

## Athlétisme
| Épreuves          | Or                                                                   | Argent                                                                        | Bronze                                                                       |
| ----------------- | -------------------------------------------------------------------- | ----------------------------------------------------------------------------- | ---------------------------------------------------------------------------- |
| Hommes            |                                                                      |                                                                               |                                                                              |
| 100 m             | Lindy Remigino (USA)                                                 | Herb McKenley (JAM)                                                           | McDonald Bailey (GBR)                                                        |
| 200 m             | Andy Stanfield (USA)                                                 | Thane Baker (USA)                                                             | James Gathers (USA)                                                          |
| 400 m             | George Rhoden (JAM)                                                  | Herb McKenley (JAM)                                                           | Ollie Matson (USA)                                                           |
| 800 m             | Mal Whitfield (USA)                                                  | Arthur Wint (JAM)                                                             | Heinz Ulzheimer (GER)                                                        |
| 1 500 m           | Joseph Barthel (LUX)                                                 | Robert McMillen (USA)                                                         | Werner Lueg (GER)                                                            |
| 5 000 m           | Emil Zátopek (TCH)                                                   | Alain Mimoun (FRA)                                                            | Herbert Schade (GER)                                                         |
| 10 000 m          | Emil Zátopek (TCH)                                                   | Alain Mimoun (FRA)                                                            | Aleksandr Anufriyev (URS)                                                    |
| Marathon          | Emil Zátopek (TCH)                                                   | Reinaldo Gorno (ARG)                                                          | Gustaf Jansson (SWE)                                                         |
| 110 m haies       | Harrison Dillard (USA)                                               | Jack Davis (USA)                                                              | Arthur Barnard (USA)                                                         |
| 400 m haies       | Charles Moore (USA)                                                  | Yuriy Lituyev (URS)                                                           | John Holland (NZL)                                                           |
| 3 000 m steeple   | Horace Ashenfelter (USA)                                             | Vladimir Kazantsev (URS)                                                      | John Disley (GBR)                                                            |
| Relais 4 × 100 m  | États-Unis Harrison Dillard Lindy Remigino Dean Smith Andy Stanfield | Union soviétique Levan Kalyayev Levan Sanadze Vladimir Sukharev Boris Tokarev | Hongrie György Csányi Béla Goldoványi Géza Varasdi László Zarándi            |
| Relais 4 × 400 m  | Jamaïque Leslie Laing Herb McKenley George Rhoden Arthur Wint        | États-Unis Gene Cole Ollie Matson Charles Moore Mal Whitfield                 | Allemagne Hans Geister Karl-Friedrich Haas Günther Steines Heinz Ulzheimer   |
| 10 km marche      | John Mikaelsson (SWE)                                                | Fritz Schwab (SUI)                                                            | Bruno Junk (URS)                                                             |
| 50 km marche      | Giuseppe Dordoni (ITA)                                               | Josef Doležal (TCH)                                                           | Antal Róka (HUN)                                                             |
| Saut en hauteur   | Buddy Davis (USA)                                                    | Kenneth Wiesner (USA)                                                         | José Telles da Conceição (BRA)                                               |
| Saut en longueur  | Jerome Biffle (USA)                                                  | Meredith Gourdine (USA)                                                       | Ödön Földessy (HUN)                                                          |
| Saut à la perche  | Bob Richards (USA)                                                   | Donald Laz (USA)                                                              | Ragnar Lundberg (SWE)                                                        |
| Triple saut       | Adhemar da Silva (BRA)                                               | Leonid Shcherbakov (URS)                                                      | Arnoldo Devonish (VEN)                                                       |
| Lancer du poids   | Parry O'Brien (USA)                                                  | Darrow Hooper (USA)                                                           | James Fuchs (USA)                                                            |
| Lancer du disque  | Sim Iness (USA)                                                      | Adolfo Consolini (ITA)                                                        | James Dillion (USA)                                                          |
| Lancer du marteau | József Csermák (HUN)                                                 | Karl Storch (GER)                                                             | Imre Németh (HUN)                                                            |
| Lancer du javelot | Cyrus Young (USA)                                                    | William Miller (USA)                                                          | Toivo Hyytiäinen (FIN)                                                       |
| Décathlon         | Bob Mathias (USA)                                                    | Milt Campbell (USA)                                                           | Floyd Simmons (USA)                                                          |
| Femmes            |                                                                      |                                                                               |                                                                              |
| 100 m             | Marjorie Jackson (AUS)                                               | Daphne Hasenjager (RSA)                                                       | Shirley Strickland (AUS)                                                     |
| 200 m             | Marjorie Jackson (AUS)                                               | Puck Brouwer (NED)                                                            | Nadezhda Khnykina (URS)                                                      |
| 80 m haies        | Shirley Strickland (AUS)                                             | Maria Golubnichaya (URS)                                                      | Maria Sander (GER)                                                           |
| Relais 4 × 100 m  | États-Unis Mae Faggs Catherine Hardy Barbara Jones Janet Moreau      | Allemagne Helga Klein Ursula Knab Marga Petersen Maria Sander                 | Grande-Bretagne Heather Armitage Sylvia Cheeseman Jean Desforges June Foulds |
| Saut en hauteur   | Esther Brand (RSA)                                                   | Sheila Lerwill (GBR)                                                          | Aleksandra Chudina (URS)                                                     |
| Saut en longueur  | Yvette Williams (NZL)                                                | Aleksandra Chudina (URS)                                                      | Shirley Cawley (GBR)                                                         |
| Lancer du poids   | Galina Zybina (URS)                                                  | Marianne Werner (GER)                                                         | Klavdiya Tochenova (URS)                                                     |
| Lancer du disque  | Nina Romashkova (URS)                                                | Yelisaveta Bagryantseva (URS)                                                 | Nina Dumbadze (URS)                                                          |
| Lancer du javelot | Dana Zátopková (TCH)                                                 | Aleksandra Chudina (URS)                                                      | Yelena Gorchakova (URS)                                                      |

## Aviron
| Épreuves            | Or | Argent | Bronze |
| ------------------- | --- | --- | --- |
| Hommes              | | | |
| Skiff               | Yuriy Tyukalov (URS) | Mervyn Wood (AUS) | Teodor Kocerka (POL) |
| Deux de couple      | Argentine Tranquilo Capozzo Eduardo Guerrero | Union soviétique Ihor Emtshuk Heorhi Zhylin | Uruguay Juan Rodríguez Miguel Seijas |
| Deux sans barreur   | États-Unis Charles Logg Thomas Price | Belgique Robert Baetens Michel Knuysen | Suisse Hans Kalt Kurt Schmid |
| Quatre sans barreur | Yougoslavie Duje Bonačić Petar Šegvić Mate Trojanović Velimir Valenta                                                                            | France Pierre Blondiaux Marc Bouissou Roger Gautier Jean-Jacques Guissart                                                                                     | Finlande Oiva Lommi Veikko Lommi Lauri Nevalainen Kauko Wahlsten                                                                         |
| Deux avec barreur   | France Bernard Malivoire Gaston Mercier Raymond Salles                                                                                           | Allemagne Helmut Heinhold Heinz Manchen Helmut Noll | Danemark Jørgen Frantzen Svend Ove Pedersen Poul Svendsen                                                                                |
| Quatre avec barreur | Tchécoslovaquie Jiří Havlis Jan Jindra Miroslav Koranda Stanislav Lusk Karel Mejta                                                               | Suisse Rico Bianchi Émile Ess Walter Leiser Heinrich Scheller Karl Weidmann                                                                                   | États-Unis Matt Leanderson Carl Lovsted Al Rossi Al Ulbrickson Richard Wahlström                                                         |
| Huit                | États-Unis Robert Detweiler James Dunbar William Fields Wayne Frye Charles Manring Richard Murphy Henry Proctor Frank Shakespeare Edward Stevens | Union soviétique Slava Amiragov Igor Borisov Yevgeny Brago Leonid Gissen Aleksei Komarov Vladimir Kryukov Igor Polyakov Vladimir Rodimushkin Yevgeny Samsonov | Australie David Anderson Phil Cayser Ernest Chapman Tom Chessell Mervyn Finlay Nimrod Greenwood Edward Pain Bob Tinning Geoff Williamson |

## Basket-ball
| Épreuves         | Or | Argent | Bronze |
| ---------------- | --- | --- | --- |
| Tournoi masculin | États-Unis Ron Bontemps Marcus Freiberger Wayne Glasgow Charlie Hoag Bill Hougland John Keller Dean Kelley Bob Kenney Bob Kurland Bill Lienhard Clyde Lovellette Frank McCabe Dan Pippin Howie Williams | Union soviétique Stepas Butautas Nodar Dzhordzhikiya Anatoly Konev Otar Korkiya Heino Kruus Ilmar Kullam Justinas Lagunavičius Joann Lõssov Aleksandr Moiseyev Yuri Ozerov Kazys Petkevičius Stasys Stonkus Maigonis Valdmanis Viktor Vlassov | Uruguay Martín Acosta y Lara Enrique Baliño Victorio Cieslinskas Héctor Costa Nelson Demarco Héctor García Tabaré Borges Adesio Lombardo Roberto Lovera Sergio Matto Wilfredo Peláez Carlos Roselló |

## Boxe
| Épreuves                            | Or                        | Argent                      | Bronze                  |
| ----------------------------------- | ------------------------- | --------------------------- | ----------------------- |
| Hommes                              |                           |                             |                         |
| Poids mouches Moins de 51 kg        | Nate Brooks (USA)         | Edgar Basel (GER)           | Anatoliy Bulakov (URS)  |
| Poids mouches Moins de 51 kg        | Nate Brooks (USA)         | Edgar Basel (GER)           | Willie Toweel (RSA)     |
| Poids coqs Moins de 54 kg           | Pentti Hämäläinen (FIN)   | John McNally (IRL)          | Gennadiy Garbuzov (URS) |
| Poids coqs Moins de 54 kg           | Pentti Hämäläinen (FIN)   | John McNally (IRL)          | Kang Joon-ho (KOR)      |
| Poids plumes Moins de 57 kg         | Ján Zachara (TCH)         | Sergio Caprari (ITA)        | Leonard Leisching (RSA) |
| Poids plumes Moins de 57 kg         | Ján Zachara (TCH)         | Sergio Caprari (ITA)        | Joseph Ventaja (FRA)    |
| Poids légers Moins de 60 kg         | Aureliano Bolognesi (ITA) | Aleksy Antkiewicz (POL)     | Gheorghe Fiat (ROU)     |
| Poids légers Moins de 60 kg         | Aureliano Bolognesi (ITA) | Aleksy Antkiewicz (POL)     | Erkki Pakkanen (FIN)    |
| Poids super-légers Moins de 63,5 kg | Chuck Adkins (USA)        | Viktor Mednov (URS)         | Erkki Mallenius (FIN)   |
| Poids super-légers Moins de 63,5 kg | Chuck Adkins (USA)        | Viktor Mednov (URS)         | Bruno Visintin (ITA)    |
| Poids welters Moins de 67 kg        | Zygmunt Chychła (POL)     | Sergey Shcherbakov (URS)    | Günther Heidemann (GER) |
| Poids welters Moins de 67 kg        | Zygmunt Chychła (POL)     | Sergey Shcherbakov (URS)    | Victor Jörgensen (DEN)  |
| Poids super-welters Moins de 71 kg  | László Papp (HUN)         | Theunis van Schalkwyk (RSA) | Eladio Herrera (ARG)    |
| Poids super-welters Moins de 71 kg  | László Papp (HUN)         | Theunis van Schalkwyk (RSA) | Boris Tishin (URS)      |
| Poids moyens Moins de 75 kg         | Floyd Patterson (USA)     | Vasile Tiță (ROU)           | Boris Nikolov (BUL)     |
| Poids moyens Moins de 75 kg         | Floyd Patterson (USA)     | Vasile Tiță (ROU)           | Stig Sjölin (SWE)       |
| Poids mi-lourds Moins de 81 kg      | Norvel Lee (USA)          | Antonio Pacenza (ARG)       | Anatoliy Perov (URS)    |
| Poids mi-lourds Moins de 81 kg      | Norvel Lee (USA)          | Antonio Pacenza (ARG)       | Harry Siljander (FIN)   |
| Poids lourds Plus de 81 kg          | Ed Sanders (USA)          | Ingemar Johansson (SWE)     | Ilkka Koski (FIN)       |
| Poids lourds Plus de 81 kg          | Ed Sanders (USA)          | Ingemar Johansson (SWE)     | Andries Nieman (RSA)    |

## Canoë-kayak

### Course en ligne
| Épreuves    | Or                                  | Argent                                         | Bronze                                      |
| ----------- | ----------------------------------- | ---------------------------------------------- | ------------------------------------------- |
| Hommes      |                                     |                                                |                                             |
| C1 1 000 m  | Josef Holeček (TCH)                 | János Parti (HUN)                              | Olavi Ojanperä (FIN)                        |
| C1 10 000 m | Frank Havens (USA)                  | Gábor Novák (HUN)                              | Alfréd Jindra (TCH)                         |
| C2 1 000 m  | Danemark Finn Haunstoft Peder Rasch | Tchécoslovaquie Jan Brzák-Felix Bohumil Kudrna | Allemagne Egon Drews Wilfried Soltau        |
| C2 10 000 m | France Jean Laudet Georges Turlier  | Canada Donald Hawgood Kenneth Lane             | Allemagne Egon Drews Wilfried Soltau        |
| K1 1 000 m  | Gert Fredriksson (SWE)              | Thorvald Strömberg (FIN)                       | Louis Gantois (FRA)                         |
| K1 10 000 m | Thorvald Strömberg (FIN)            | Gert Fredriksson (SWE)                         | Michel Scheuer (GER)                        |
| K2 1 000 m  | Finlande Yrjö Hietanen Kurt Wires   | Suède Lars Glassér Ingemar Hedberg             | Autriche Maximilian Raub Herbert Wiedermann |
| K2 10 000 m | Finlande Yrjö Hietanen Kurt Wires   | Suède Lars Glassér Ingemar Hedberg             | Hongrie József Gurovits Ferenc Varga        |
| Femmes      |                                     |                                                |                                             |
| K1 500 m    | Sylvi Saimo (FIN)                   | Gertrude Liebhart (AUT)                        | Nina Savina (URS)                           |

## Cyclisme

### Piste
| Épreuves              | Or                                                                | Argent                                                                   | Bronze                                                                     |
| --------------------- | ----------------------------------------------------------------- | ------------------------------------------------------------------------ | -------------------------------------------------------------------------- |
| Hommes                |                                                                   |                                                                          |                                                                            |
| Kilomètre             | Russell Mockridge (AUS)                                           | Marino Morettini (ITA)                                                   | Raymond Robinson (RSA)                                                     |
| Vitesse individuelle  | Enzo Sacchi (ITA)                                                 | Lionel Cox (AUS)                                                         | Werner Potzernheim (GER)                                                   |
| Tandem                | Australie Lionel Cox Russell Mockridge                            | Afrique du Sud Raymond Robinson Thomas Shardelow                         | Italie Antonio Maspes Cesare Pinarello                                     |
| Poursuite par équipes | Italie Loris Campana Mino De Rossi Guido Messina Marino Morettini | Afrique du Sud George Estman Robert Fowler Thomas Shardelow Alfred Swift | Grande-Bretagne Donald Burgess George Newberry Alan Newton Ronald Stretton |

### Route
| Épreuves                     | Or                                                      | Argent                                               | Bronze                                              |
| ---------------------------- | ------------------------------------------------------- | ---------------------------------------------------- | --------------------------------------------------- |
| Hommes                       |                                                         |                                                      |                                                     |
| Course en ligne              | André Noyelle (BEL)                                     | Robert Grondelaers (BEL)                             | Edi Ziegler (GER)                                   |
| Contre-la-montre par équipes | Belgique Robert Grondelaers André Noyelle Lucien Victor | Italie Dino Bruni Gianni Ghidini Vincenzo Zucconelli | France Jacques Anquetil Claude Rouer Alfred Tonello |

## Équitation
| Épreuves                     | Or | Argent                                                                                      | Bronze |
| ---------------------------- | --- | ------------------------------------------------------------------------------------------- | --- |
| Concours complet individuel  | Hans von Blixen-Finecke (SWE) sur Jubal                                                                   | Guy Lefrant (FRA) sur Verdun                                                                | Wilhelm Büsing (GER) sur Hubertus                                                                               |
| Concours complet par équipes | Suède Folke Frölén sur Fair Olof Stahre sur Komet Hans von Blixen-Finecke sur Jubal                       | Allemagne Wilhelm Büsing sur Hubertus Otto Rothe sur Trux von Kamax Klaus Wagner sur Dachs  | États-Unis Charles Hough, Jr. sur Cassivellannus Walter Staley sur Craigwood Park John Wofford sur Benny Grimes |
| Dressage individuel          | Henri Saint Cyr (SWE) sur Master Rufus                                                                    | Lis Hartel (DEN) sur Jubilee                                                                | André Jousseaume (FRA) sur Harpagon                                                                             |
| Dressage par équipes         | Suède Gustaf Adolf Boltenstern, Jr. sur Krest Gehnäll Persson sur Knaust Henri Saint Cyr sur Master Rufus | Suisse Henri Chammartin sur Wöhler Gustav Fischer sur Soliman Gottfried Trachsel sur Kursus | Allemagne Heinz Pollay sur Adular Fritz Thiedemann sur Chronist Ida von Nagel sur Afrika                        |
| Saut d'obstacles individuel  | Pierre Jonquères d'Oriola (FRA) sur Ali Baba                                                              | Óscar Cristi (CHI) sur Bambi                                                                | Fritz Thiedemann (GER) sur Meteor                                                                               |
| Saut d'obstacles par équipes | Grande-Bretagne Harry Llewellyn sur Foxhunter Douglas Stewart sur Aherlow Wilfred White sur Nizefela      | Chili Óscar Cristi sur Bambi Ricardo Echeverría sur Lindo Peal César Mendoza sur Pillán     | États-Unis Arthur McCashin sur Miss Budweiser John Russell sur Democrat William Steinkraus sur Hollandia        |

## Escrime
| Épreuves            | Or | Argent | Bronze                                                                                                  |
| ------------------- | --- | --- | --- |
| Hommes              | | | |
| Épée individuelle   | Edoardo Mangiarotti (ITA)                                                                                      | Dario Mangiarotti (ITA)                                                                                      | Oswald Zappelli (SUI)                                                                                   |
| Épée par équipes    | Italie Roberto Battaglia Franco Bertinetti Giuseppe Delfino Dario Mangiarotti Edoardo Mangiarotti Carlo Pavesi | Suède Per Carleson Sven Fahlman Carl Forssell Bengt Ljungquist Lennart Magnusson Berndt-Otto Rehbinder       | Suisse Paul Barth Willy Fitting Paul Meister Otto Rüfenacht Mario Valota Oswald Zappelli                |
| Fleuret individuel  | Christian d'Oriola (FRA)                                                                                       | Edoardo Mangiarotti (ITA)                                                                                    | Manlio Di Rosa (ITA)                                                                                    |
| Fleuret par équipes | France Jéhan de Buhan Christian d'Oriola Jacques Lataste Claude Netter Jacques Noël Adrien Rommel              | Italie Giancarlo Bergamini Manlio Di Rosa Edoardo Mangiarotti Renzo Nostini Giorgio Pellini Antonio Spallino | Hongrie Tibor Berczelly Aladár Gerevich Lajos Maszlay Endre Palócz József Sákovics Endre Tilli          |
| Sabre individuel    | Pál Kovács (HUN)                                                                                               | Aladár Gerevich (HUN)                                                                                        | Tibor Berczelly (HUN)                                                                                   |
| Sabre par équipes   | Hongrie Tibor Berczelly Aladár Gerevich Rudolf Kárpáti Pál Kovács Bertalan Papp László Rajcsányi               | Italie Gastone Darè Roberto Ferrari Renzo Nostini Giorgio Pellini Vincenzo Pinton Mauro Racca                | France Jean Laroyenne Jacques Lefèvre Jean Levavasseur Bernard Morel Maurice Piot Jean-François Tournon |
| Femmes              | | | |
| Fleuret individuel  | Irene Camber (ITA)                                                                                             | Ilona Elek (HUN)                                                                                             | Karen Lachmann (DEN)                                                                                    |

## Football
| Épreuves         | Or | Argent | Bronze |
| ---------------- | --- | --- | --- |
| Tournoi masculin | Hongrie József Bozsik László Budai Jenő Buzánszky Lajos Csordás Zoltán Czibor Jenő Dalnoki Gyula Grosics Nándor Hidegkuti Sándor Kocsis Imre Kovács Mihály Lantos Gyula Lóránt Péter Palotás Ferenc Puskás József Zakariás | Yougoslavie Vladimir Beara Stjepan Bobek Vujadin Boškov Zlatko Čajkovski Tomislav Crnković Ivan Horvat Rajko Mitić Tihomir Ognjanov Branko Stanković Bernard Vukas Branko Zebec | Suède Olle Åhlund Sylve Bengtsson Yngve Brodd Bengt Gustavsson Holger Hansson Gösta Lindh Gösta Löfgren Erik Nilsson Lennart Samuelsson Gösta Sandberg Kalle Svensson Ingvar Rydell |

## Gymnastique
| Épreuves                                              | Or | Argent | Bronze |
| ----------------------------------------------------- | --- | --- | --- |
| Hommes                                                | | | |
| Concours par équipes                                  | Union soviétique Vladimir Belyakov Iosif Berdiev Viktor Chukarin Evgeny Korolkov Dmitri Leonkin Valentin Muratov Mikhail Perelman Hrant Shahinyan         | Suisse Hans Eugster Ernst Fivian Ernst Gebendinger Jack Günthard Josef Stalder Melchior Thalmann Jean Tschabold Hans Schwarzentruber                      | Finlande Paavo Aaltonen Kalevi Laitinen Onni Lappalainen Kaino Lempinen Berndt Lindfors Olavi Rove Heikki Savolainen Kalevi Viskari         |
| Concours général individuel                           | Viktor Chukarin (URS) | Hrant Shahinyan (URS) | Josef Stalder (SUI) |
| Anneaux                                               | Hrant Shahinyan (URS) | Viktor Chukarin (URS) | Hans Eugster (SUI) Dmitri Leonkin (URS) |
| Barre fixe                                            | Jack Günthard (SUI) | Josef Stalder (SUI) Alfred Schwarzmann (GER) | |
| Barres parallèles                                     | Hans Eugster (SUI) | Viktor Chukarin (URS) | Josef Stalder (SUI) |
| Cheval d'arçon                                        | Viktor Chukarin (URS) | Hrant Shahinyan (URS) | Evgeny Korolkov (URS) |
| Saut de cheval                                        | Viktor Chukarin (URS) | Masao Takemoto (JPN) | Takashi Ono (JPN) Tadao Uesako (JPN) |
| Sol                                                   | William Thoresson (SWE) | Jerzy Jokiel (POL) Tadao Uesako (JPN) | |
| Femmes                                                | | | |
| Concours par équipes                                  | Union soviétique Nina Bocharova Pelageya Danilova Maria Gorokhovskaya Medea Jugeli Ekaterina Kalinchuk Galina Minaicheva Galina Shamrai Galina Urbanovich | Hongrie Andrea Bodó Lászlóne Daruházi Erzsébet Gulyás-Köteles Ágnes Keleti Margit Korondi Mária Kövi-Zalai Edit Perényi-Weckinger Olga Tass               | Tchécoslovaquie Hana Bobková Eva Bosáková Alena Chadimová Jana Rabasová Alena Reichová Matylda Šínová Božena Srncová Věra Vančurová         |
| Concours général individuel                           | Maria Gorokhovskaya (URS) | Nina Bocharova (URS) | Margit Korondi (HUN) |
| Barres asymétriques                                   | Margit Korondi (HUN) | Maria Gorokhovskaya (URS) | Ágnes Keleti (HUN) |
| Exercices d'ensemble avec agrès portatifs par équipes | Suède Evy Berggren Vanja Blomberg Ann-Sofi Colling-Saltin Karin Lindberg Hjördis Nordin Göta Pettersson Gun Röring Ingrid Sandahl                         | Union soviétique Nina Bocharova Pelageya Danilova Maria Gorokhovskaya Medea Jugeli Ekaterina Kalinchuk Galina Minaicheva Galina Shamrai Galina Urbanovich | Hongrie Andrea Bodó Lászlóne Daruházi Erzsébet Gulyás-Köteles Ágnes Keleti Margit Korondi Mária Kövi-Zalai Edit Perényi-Weckinger Olga Tass |
| Poutre                                                | Nina Bocharova (URS) | Maria Gorokhovskaya (URS) | Margit Korondi (HUN) |
| Saut de cheval                                        | Ekaterina Kalinchuk (URS) | Maria Gorokhovskaya (URS) | Galina Minaicheva (URS) |
| Sol                                                   | Ágnes Keleti (HUN) | Maria Gorokhovskaya (URS) | Margit Korondi (HUN) |

## Haltérophilie
| Épreuves         | Or                       | Argent                 | Bronze                  |
| ---------------- | ------------------------ | ---------------------- | ----------------------- |
| Hommes           |                          |                        |                         |
| Moins de 56 kg   | Ivan Udodov (URS)        | Mahmoud Namdjou (IRI)  | Ali Mirzai (IRI)        |
| Moins de 60 kg   | Rafael Chimishkyan (URS) | Nikolai Saksonov (URS) | Rodney Wilkes (TRI)     |
| Moins de 67,5 kg | Tommy Kono (USA)         | Yevgeni Lopatin (URS)  | Vern Barberis (AUS)     |
| Moins de 75 kg   | Peter George (USA)       | Gerry Gratton (CAN)    | Kim Seong-jip (KOR)     |
| Moins de 82,5 kg | Trofim Lomakin (URS)     | Stanley Stanczyk (USA) | Arkadi Vorobyev (URS)   |
| Moins de 90 kg   | Norbert Schemansky (USA) | Grigori Novak (URS)    | Lennox Kilgour (TRI)    |
| Plus de 90 kg    | John Davis (USA)         | James Bradford (USA)   | Humberto Selvetti (ARG) |

## Hockey sur gazon
| Épreuves         | Or | Argent | Bronze |
| ---------------- | --- | --- | --- |
| Tournoi masculin | Inde Leslie Claudius Meldric Daluz Keshav Dutt Chinadorai Deshmutu Ranganathan Francis Raghbir Lal Govind Perumal Muniswamy Rajgopal Balbir Singh Randhir Singh Gentle Udham Singh Dharam Singh Grahanandan Singh Kunwar Digvijay Singh | Pays-Bas Jules Ancion André Boerstra Harry Derckx Han Drijver Dick Esser Roepie Kruize Dick Loggere Lau Mulder Eddy Tiel Wim van Heel Leonard Wery | Grande-Bretagne Denys Carnill John Cockett John Conroy Graham Dadds Derek Day Dennis Eagan Robin Fletcher Roger Midgley Richard Norris Neil Nugent Anthony Nunn Anthony Robinson John Paskin Taylor |

## Lutte

### Gréco-romaine
| Épreuves       | Or                    | Argent                  | Bronze                  |
| -------------- | --------------------- | ----------------------- | ----------------------- |
| Hommes         |                       |                         |                         |
| Moins de 52 kg | Boris Gurevich (URS)  | Ignazio Fabra (ITA)     | Leo Honkala (FIN)       |
| Moins de 57 kg | Imre Hódos (HUN)      | Zakaria Chihab (LIB)    | Artem Teryan (URS)      |
| Moins de 62 kg | Yakov Punkin (URS)    | Imre Polyák (HUN)       | Abdel al-Rashid (EGY)   |
| Moins de 67 kg | Shazam Safin (URS)    | Gustav Freij (SWE)      | Mikuláš Athanasov (TCH) |
| Moins de 73 kg | Miklós Szilvási (HUN) | Gösta Andersson (SWE)   | Khalil Taha (LIB)       |
| Moins de 79 kg | Axel Grönberg (SWE)   | Kalervo Rauhala (FIN)   | Nikolay Belov (URS)     |
| Moins de 87 kg | Kelpo Gröndahl (FIN)  | Shalva Chikhladze (URS) | Karl-Erik Nilsson (SWE) |
| Plus de 87 kg  | Johannes Kotkas (URS) | Josef Růžička (TCH)     | Tauno Kovanen (FIN)     |

### Libre
| Épreuves       | Or                       | Argent                  | Bronze                     |
| -------------- | ------------------------ | ----------------------- | -------------------------- |
| Hommes         |                          |                         |                            |
| Moins de 52 kg | Hasan Gemici (TUR)       | Yushu Kitano (JPN)      | Mahmoud Mollaghasemi (IRI) |
| Moins de 57 kg | Shohachi Ishii (JPN)     | Rashid Mamedbekov (URS) | KD Jadhav (IND)            |
| Moins de 62 kg | Bayram Şit (TUR)         | Nasser Givehchi (IRI)   | Josiah Henson (USA)        |
| Moins de 67 kg | Olle Anderberg (SWE)     | Jay Thomas Evans (USA)  | Jahanbakht Tofigh (IRI)    |
| Moins de 73 kg | William Smith (USA)      | Per Gunnar Berlin (SWE) | Abdollah Mojtabavi (IRI)   |
| Moins de 79 kg | David Tsimakuridze (URS) | Gholamreza Takhti (IRI) | György Gurics (HUN)        |
| Moins de 87 kg | Viking Palm (SWE)        | Henry Wittenberg (USA)  | Adil Atan (TUR)            |
| Plus de 87 kg  | Arsen Mekokishvili (URS) | Bertil Antonsson (SWE)  | Kenneth Richmond (GBR)     |

## Natation
| Épreuves                    | Or                                                                          | Argent                                                                                            | Bronze                                                                |
| --------------------------- | --------------------------------------------------------------------------- | ------------------------------------------------------------------------------------------------- | --------------------------------------------------------------------- |
| Hommes                      |                                                                             |                                                                                                   |                                                                       |
| 100 m nage libre            | Clarke Scholes (USA)                                                        | Hiroshi Suzuki (JPN)                                                                              | Göran Larsson (SWE)                                                   |
| 400 m nage libre            | Jean Boiteux (FRA)                                                          | Ford Konno (USA)                                                                                  | Per-Olof Östrand (SWE)                                                |
| 1 500 m nage libre          | Ford Konno (USA)                                                            | Shiro Hashizume (JPN)                                                                             | Tetsuo Okamoto (BRA)                                                  |
| 100 m dos                   | Yoshinobu Oyakawa (USA)                                                     | Gilbert Bozon (FRA)                                                                               | Jack Taylor (USA)                                                     |
| 200 m brasse                | John Davies (AUS)                                                           | Bowen Stassforth (USA)                                                                            | Herbert Klein (GER)                                                   |
| Relais 4 × 200 m nage libre | États-Unis Ford Konno James McLane Wayne Moore William Woolsey              | Japon Toru Goto Yoshihiro Hamaguchi Hiroshi Suzuki Teijiro Tanikawa                               | France Joseph Bernardo Jean Boiteux Aldo Eminente Alex Jany           |
| Femmes                      |                                                                             |                                                                                                   |                                                                       |
| 100 m nage libre            | Katalin Szőke (HUN)                                                         | Hannie Termeulen (NED)                                                                            | Judit Temes (HUN)                                                     |
| 400 m nage libre            | Valéria Gyenge (HUN)                                                        | Éva Novák (HUN)                                                                                   | Evelyn Kawamoto (USA)                                                 |
| 100 m dos                   | Joan Harrison (RSA)                                                         | Geertje Wielema (NED)                                                                             | Jean Stewart (NZL)                                                    |
| 200 m brasse                | Éva Székely (HUN)                                                           | Éva Novák (HUN)                                                                                   | Elenor Gordon (GBR)                                                   |
| Relais 4 × 100 m nage libre | Hongrie Mária Littomeritzky Éva Novák Ilona Novák Katalin Szőke Judit Temes | Pays-Bas Irma Heijting-Schuhmacher Marie-Louise Linssen-Vaessen Hannie Termeulen Koosje van Voorn | États-Unis Jody Alderson Evelyn Kawamoto Jackie LaVine Marilee Stepan |

## Pentathlon moderne
| Épreuves    | Or                                                 | Argent                                         | Bronze                                           |
| ----------- | -------------------------------------------------- | ---------------------------------------------- | ------------------------------------------------ |
| Hommes      |                                                    |                                                |                                                  |
| Individuel  | Lars Hall (SWE)                                    | Gábor Benedek (HUN)                            | István Szondy (HUN)                              |
| Par équipes | Hongrie Gábor Benedek Aladár Kovácsi István Szondy | Suède Claes Egnell Lars Hall Torsten Lindqvist | Finlande Olavi Mannonen Olavi Rokka Lauri Vilkko |

## Plongeon
| Épreuves        | Or                       | Argent                 | Bronze                     |
| --------------- | ------------------------ | ---------------------- | -------------------------- |
| Hommes          |                          |                        |                            |
| Tremplin à 3 m  | David Browning (USA)     | Miller Anderson (USA)  | Bob Clotworthy (USA)       |
| Haut-vol à 10 m | Sammy Lee (USA)          | Joaquín Capilla (MEX)  | Günther Haase (GER)        |
| Femmes          |                          |                        |                            |
| Tremplin à 3 m  | Patricia McCormick (USA) | Mady Moreau (FRA)      | Zoe Ann Olsen-Jensen (USA) |
| Haut-vol à 10 m | Patricia McCormick (USA) | Paula Myers-Pope (USA) | Juno Stover-Irwin (USA)    |

## Tir
| Épreuves                         | Or                     | Argent                | Bronze                      |
| -------------------------------- | ---------------------- | --------------------- | --------------------------- |
| Mixte                            |                        |                       |                             |
| Carabine à 50 m 3 positions      | Erling Kongshaug (NOR) | Vilho Ylönen (FIN)    | Boris Andreïev (URS)        |
| Carabine à 300 m 3 positions     | Anatoli Bogdanov (URS) | Robert Bürchler (SUI) | Lev Weinstein (URS)         |
| Fosse olympique                  | George Genereux (CAN)  | Knut Holmqvist (SWE)  | Hans Liljedahl (SWE)        |
| Pistolet à 25 m tir rapide       | Károly Takács (HUN)    | Szilárd Kun (HUN)     | Gheorghe Lichiardopol (ROU) |
| Pistolet à 50 m                  | Huelet Benner (USA)    | Ángel León (ESP)      | Ambrus Balogh (HUN)         |
| Pistolet à 50 m position couchée | Iosif Sîrbu (ROU)      | Boris Andreïev (URS)  | Arthur Jackson (USA)        |
| Tir au cerf courant à 100 m      | John Larsen (NOR)      | Olof Sköldberg (SWE)  | Tauno Mäki (FIN)            |

## Voile
| Épreuves       | Or                                                                                           | Argent                                                                    | Bronze                                                                        |
| -------------- | -------------------------------------------------------------------------------------------- | ------------------------------------------------------------------------- | ----------------------------------------------------------------------------- |
| Hommes         |                                                                                              |                                                                           |                                                                               |
| Classe 5,5m JI | États-Unis Britton Chance Michael Schoettle Edgar White Sumner White                         | Norvège Børre Falkum-Hansen Peder Lunde Vibeke Lunde                      | Suède Carl-Erik Ohlson Folke Wassén Magnus Wassén                             |
| Classe 6m JI   | États-Unis Everard Endt John Morgan Eric Ridder Julian Roosevelt Emelyn Whiton Herman Whiton | Norvège Tor Arneberg Finn Ferner Johan Ferner Erik Heiberg Carl Mortensen | Finlande Ragnar Jansson Adolf Konto Paul Sjöberg Rolf Turkka Ernst Westerlund |
| Finn           | Paul Elvstrøm (DEN)                                                                          | Charles Currey (GBR)                                                      | Rickard Sarby (SWE)                                                           |
| Dragon         | Norvège Hakon Barfod Sigve Lie Thor Thorvaldsen                                              | Suède Erland Almkvist Sidney Boldt-Christmas Per Gedda                    | Allemagne Erich Natusch Georg Nowka Theodor Thomsen                           |
| Star           | Italie Nicolò Rode Agostino Straulino                                                        | États-Unis John Price John Reid                                           | Portugal Francisco de Andrade Joaquim Fiúza                                   |

## Water-polo
| Épreuves         | Or | Argent | Bronze |
| ---------------- | --- | --- | --- |
| Tournoi masculin | Hongrie Róbert Antal Antal Bolvári Dezső Fábián Dezső Gyarmati István Hasznos László Jeney György Kárpáti Dezső Lemhényi Kálmán Markovits Miklós Martin Károly Szittya István Szívós György Vízvári | Yougoslavie Veljko Bakašun Marko Brainović Vladimir Ivković Zdravko Ježić Zdravko-Ćiro Kovačić Ivo Kurtini Lovro Radonjić Ivo Štakula Boško Vuksanović | Italie Gildo Arena Lucio Ceccarini Renato De Sanzuane Raffaello Gambino Salvatore Gionta Maurizio Mannelli Geminio Ognio Carlo Peretti Vincenzo Polito Cesare Rubini Renato Traiola |

## Athlètes les plus médaillés
| Athlète             | Pays             | Sport       | Médaille d'or, Jeux olympiques | Médaille d'argent, Jeux olympiques | Médaille de bronze, Jeux olympiques | Total |
| Viktor Chukarin     | Union soviétique | Gymnastique | 4                              | 2                                  | 0                                   | 6     |
| Emil Zátopek        | Tchécoslovaquie  | Athlétisme  | 3                              | 0                                  | 0                                   | 3     |
| Maria Gorokhovskaya | Union soviétique | Gymnastique | 2                              | 5                                  | 0                                   | 7     |
| Nina Bocharova      | Union soviétique | Gymnastique | 2                              | 2                                  | 0                                   | 4     |
| Edoardo Mangiarotti | Italie           | Escrime     | 2                              | 2                                  | 0                                   | 4     |
| Hrant Shahinyan     | Union soviétique | Gymnastique | 2                              | 2                                  | 0                                   | 4     |
| Ford Konno          | États-Unis       | Natation    | 2                              | 1                                  | 0                                   | 3     |
| Ekaterina Kalinchuk | Union soviétique | Gymnastique | 2                              | 1                                  | 0                                   | 3     |
| Éva Novák           | Hongrie          | Natation    | 2                              | 1                                  | 0                                   | 3     |
| Herb McKenley       | Jamaïque         | Athlétisme  | 1                              | 2                                  | 0                                   | 3     |
| Margit Korondi      | Hongrie          | Gymnastique | 1                              | 1                                  | 4                                   | 6     |
| Ágnes Keleti        | Hongrie          | Gymnastique | 1                              | 1                                  | 2                                   | 4     |
| Hans Eugster        | Suisse           | Gymnastique | 1                              | 1                                  | 1                                   | 3     |
| Aladár Gerevich     | Hongrie          | Escrime     | 1                              | 1                                  | 1                                   | 3     |
| Galina Minaicheva   | Union soviétique | Gymnastique | 1                              | 1                                  | 1                                   | 3     |
| Tibor Berczelly     | Hongrie          | Escrime     | 1                              | 0                                  | 2                                   | 3     |
| Josef Stalder       | Suisse           | Gymnastique | 0                              | 2                                  | 2                                   | 4     |
| Aleksandra Chudina  | Union soviétique | Athlétisme  | 0                              | 2                                  | 1                                   | 3     |